# Marek Rokicki
Marek Rokicki (ur. 24 czerwca 1947) – polski chirurg, profesor nauk medycznych.

## Życiorys
W 1971 r. ukończył studia medyczne w Śląskiej Akademii Medycznej w Katowicach, w 1975 r. doktoryzował się, w 1990 r. habilitował się za pracę pt. Ocena zmian metabolicznych i możliwość regeneracyjnych wątroby szczura po chirurgicznym wykonaniu zabiegu zespolenia wrotno-czczego sposobem bok do boku. W 2000 r. otrzymał tytuł profesora nauk medycznych.
Pracował na stanowisku kierownika w Katedrze i Klinice Chirurgii Klatki Piersiowej na Wydziale Lekarskim z Oddziałem Lekarsko-Dentystycznym w Zabrzu Śląskiego Uniwersytetu Medycznego w Katowicach.

## Odznaczenia
- Złoty Laur Umiejętności i Kompetencji[1]
- Srebrny Krzyż Zasługi[1]